# ويلوبي سميث
ويلوبي سميث (بالإنجليزية: Willoughby Smith)‏ هو مهندس كهرباء إنجليزي عاش في القرن التاسع عشر، وينسب إليه اكتشاف خاصية الموصلية الضوئية لعنصر السيلينيوم.
ولد ويلوبي سميث في السادس من أبريل سنة 1828 وعمل في شركة كابلات في لندن، والتي كانت تستخدم أسلاك من النحاس والحديد معزولة بالطبرخي (الغاتابرشا) لتمديدات التلغراف.
نشر أبحاثه عن ظاهرة الموصلية الضوئية للسيلينيوم سنة 1873.
توفي ويلوبي سميث في السابع عشر من يوليو سنة 1891 في مدينة إيستبورن.